# Trouble (banda)
Trouble es una banda estadounidense de doom metal y stoner rock, considerada junto con Saint Vitus, Pentagram y Witchfinder General como clásica del estilo y una de las bandas más influyentes del género musical. Fue catalogada en sus inicios como white metal (rock cristiano) por Brian Slagel, dueño de la disquera Metal Blade Records, por la lírica cristiana presente en sus primeros discos, aunque ellos en realidad nunca se han considerado como una banda de rock cristiano propiamente sino, en su forma más pura y tradicional, como una banda de doom metal.
Si bien su sonido es de medio tiempo comparado con el de bandas tradicionales de doom o incluso bandas de death/doom como My Dying Bride; en los 80s en que el NWOBHM y el thrash metal se esforzaba en crear sonidos cada vez más veloces, Trouble conservó la tradición de los riffs y tiempos lentos y densos gestados por Black Sabbath, pero con guitarras gemelas aguerridas y distorsionadas propias del heavy metal como Iron Maiden o Judas Priest, produciendo un sonido oscuro, tenebroso y al mismo tiempo dinámico.

## Biografía
Trouble se formó en 1979 por el vocalista Eric Wagner, los guitarristas Bruce Franklin y Rick Wartell, el bajista Sean McAllister y en la batería Jeff Olson. Con la fuerte influencia del estilo proto doom de los primeros trabajos de Black Sabbath ( y con toques ocasionales del Rock Psicodélico de finales de los 60s), la banda usaba un sonido grave y oscuro con letras religiosas que en su época le ganaron el mote de white metal.

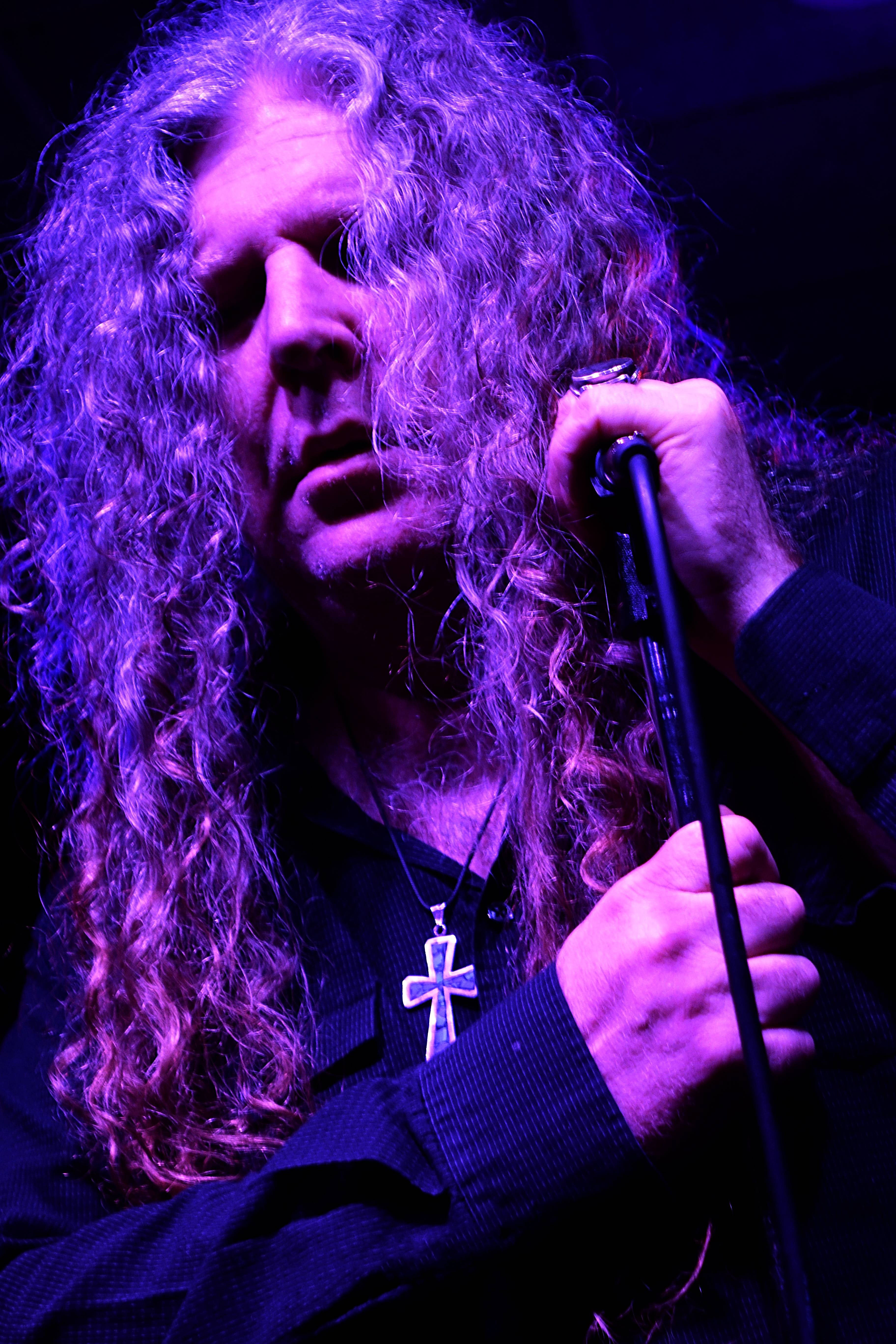
Eric Wagner

La banda estuvo de gira en Sudamérica y en el medio oeste de los Estados Unidos a principios de los 80s antes de que firmaran con Metal Blade Records y lanzaran su primer álbum, Psalm 9 en 1984. A este disco en pura vena del doom metal le siguió The Skull en 1985 donde se vuelven aparentes las problemáticas del grupo y el abuso de sustancias del vocalista Eric Wagner. Poco después abandona el grupo el bajista Sean McAllister, quien es reemplazado por Ron Holzner. Jeff Olson también abandona la banda para convertirse en sacerdote y es reemplazado por Dennis Lesch para el disco de 1987 Run to the Light.
No es sino hasta 1990, después de que todo parecía que estaba terminado, que el famoso productor musical Rick Rubin, de Def American Records, los convence de grabar su cuarto álbum titulado también Trouble. Mucho más experimental que trabajos anteriores, el álbum, que incluye en la batería a Barry Stern, proveniente de la banda pionera del thrash metal Zoetrope, se enfoca mucho más en el ambiente psicodélico aunque manteniéndose dentro de la corriente del doom metal.
Realizan una gira de un año antes de regresar al estudio. En 1992 lanzan al mercado Manic Frustration desviándose de la psicodelia para involucrarse con uno de los sonidos más agresivos y energéticos creados por la agrupación. Lamentablemente para la banda eran épocas en que el grunge ganaba terreno en la industria musical y no había cabida en el gusto general para las bandas de Heavy Metal, haciendo que el éxito del disco fuera reducido en su momento. Derivado del fracaso en ventas del disco, la disquera rescinde el contrato y Trouble consigue un contrato con la disquera Music for Nations, lanzando en 1995 Plastic Green Head, pero nuevamente el disco no tuvo el impacto esperado y el vocalista Eric Wagner abandoná la banda para formar Lid.
Aunque se dijo que Trouble estuvo separado desde entonces, la banda desmintió tal rumor, en ese periodo la agrupación se presentó en distintos conciertos con el vocalista Kyle Thomas, proveniente de la banda gestora del groove metal Exhorder desde 1997 hasta el 2000. El 26 de febrero de 2002 la banda dio un concierto en Chicago. Eric, Bruce, Rick, Ron y el baterista original Jeff Olsen dieron un pequeño concierto. Después de eso la banda se ha movido en el área de Chicago en conciertos y trabajando en un nuevo disco. En el 2005 tocaron en Estocolmo, Suecia, y graban el DVD en vivo "Trouble - Live in Stockholm".

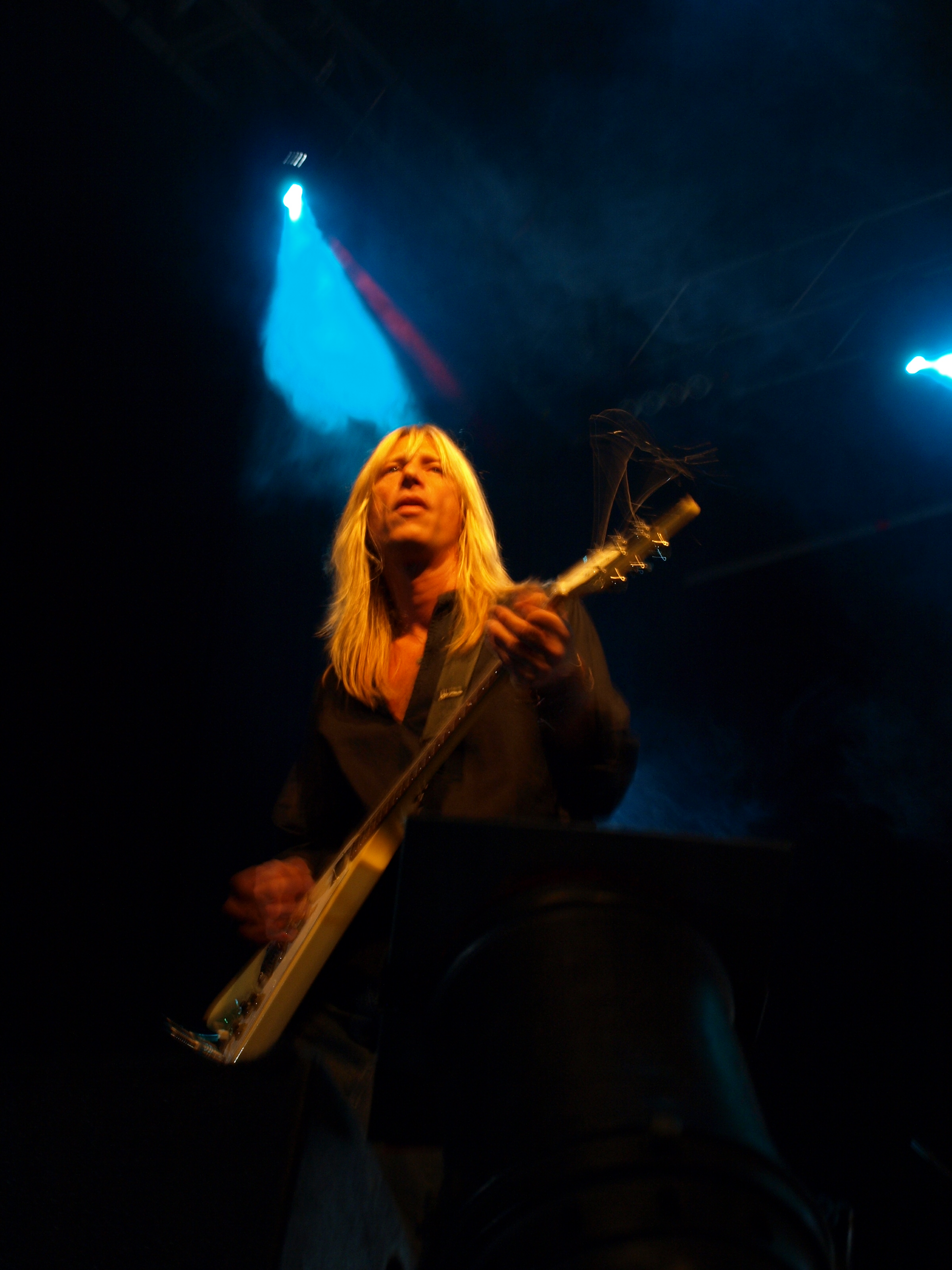
Rick Wartell

En febrero de 2004, Dave Grohl de Nirvana y Foo Fighters inició un proyecto musical llamado Probot, invitando a participar en él a sus músicos preferidos de la escena del heavy metal incluyendo en él al vocalista Eric Wagner. En el disco cantan varios de los vocalistas de sus bandas favoritas y Eric Wagner canta en la canción "My Tortured Soul". Durante el 2006 y 2007 lanzan al mercado reediciones de sus antiguos discos, Psalm 9, The Skull y Plastic Green Head. Lanzan también en mayo de 2007 su siguiente disco titulado Simple Mind Condition, en donde se incluye la versión "Ride the Sky" de la banda de heavy metal Lucifer's Friend junto a un tributo a Arthur Brown llamado "Arthur Brown's Whiskey Bar".

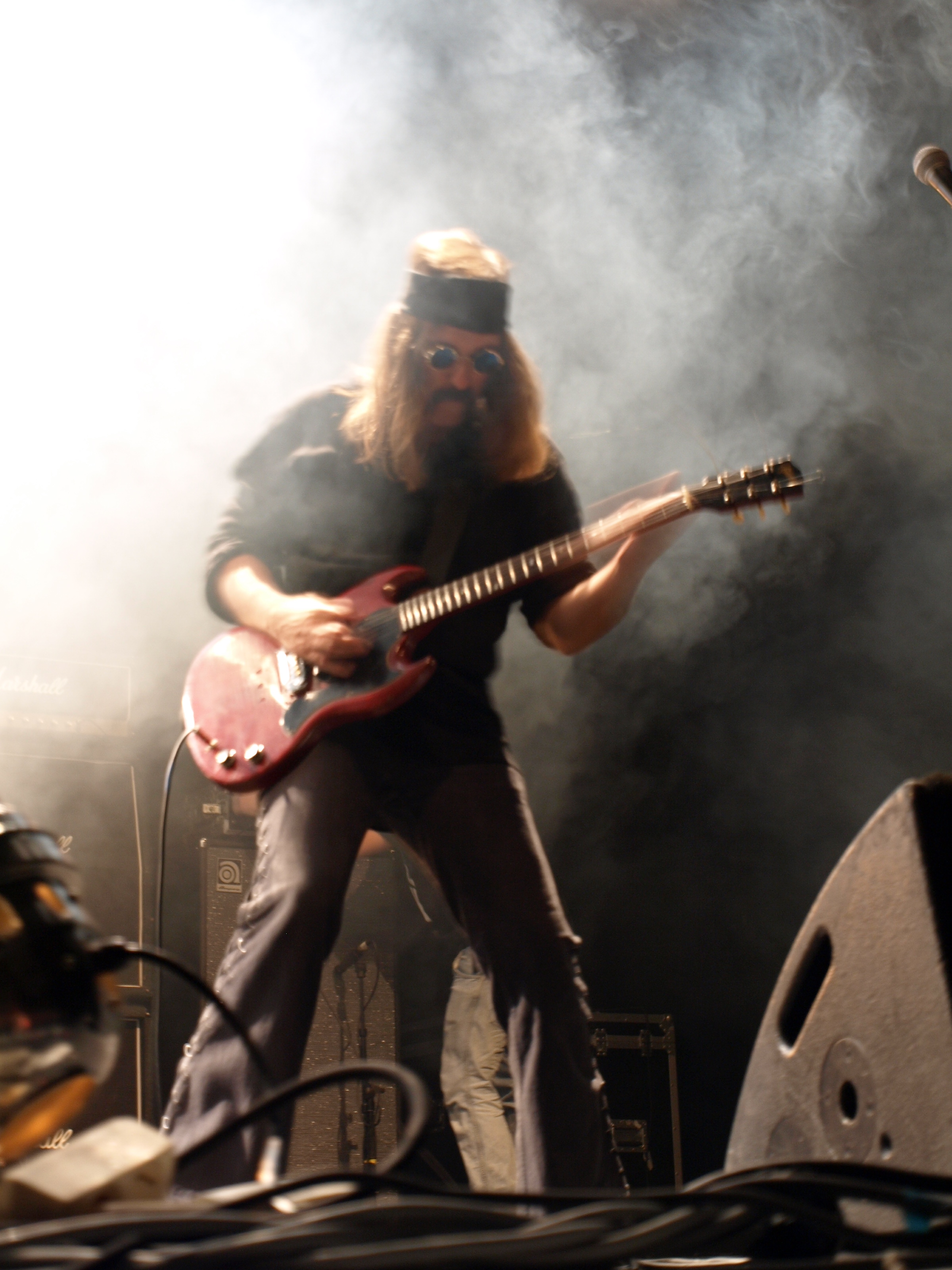
Bruce Franklin

En 2008 Eric Wagner anuncia una vez más su salida de Trouble y durante ese periodo es reemplazado por Kory Clarke hasta el 2012, con quien lanzan un álbum en vivo llamado "Live in L.A.", la banda finalmente decide reclutar a su viejo compañero Kyle Thomas, quien eventualmente se convertiría en miembro oficial de la banda y lanzarían el bien recibido disco The Distortion Field en 2013, su integración traería un renacimiento de estilo para la banda ya que con su técnica vocal acercaría a Trouble al groove metal de vio nacer con Exhorder, conservando obviamente el estilo doom original de la banda.

## Estilo e influencia

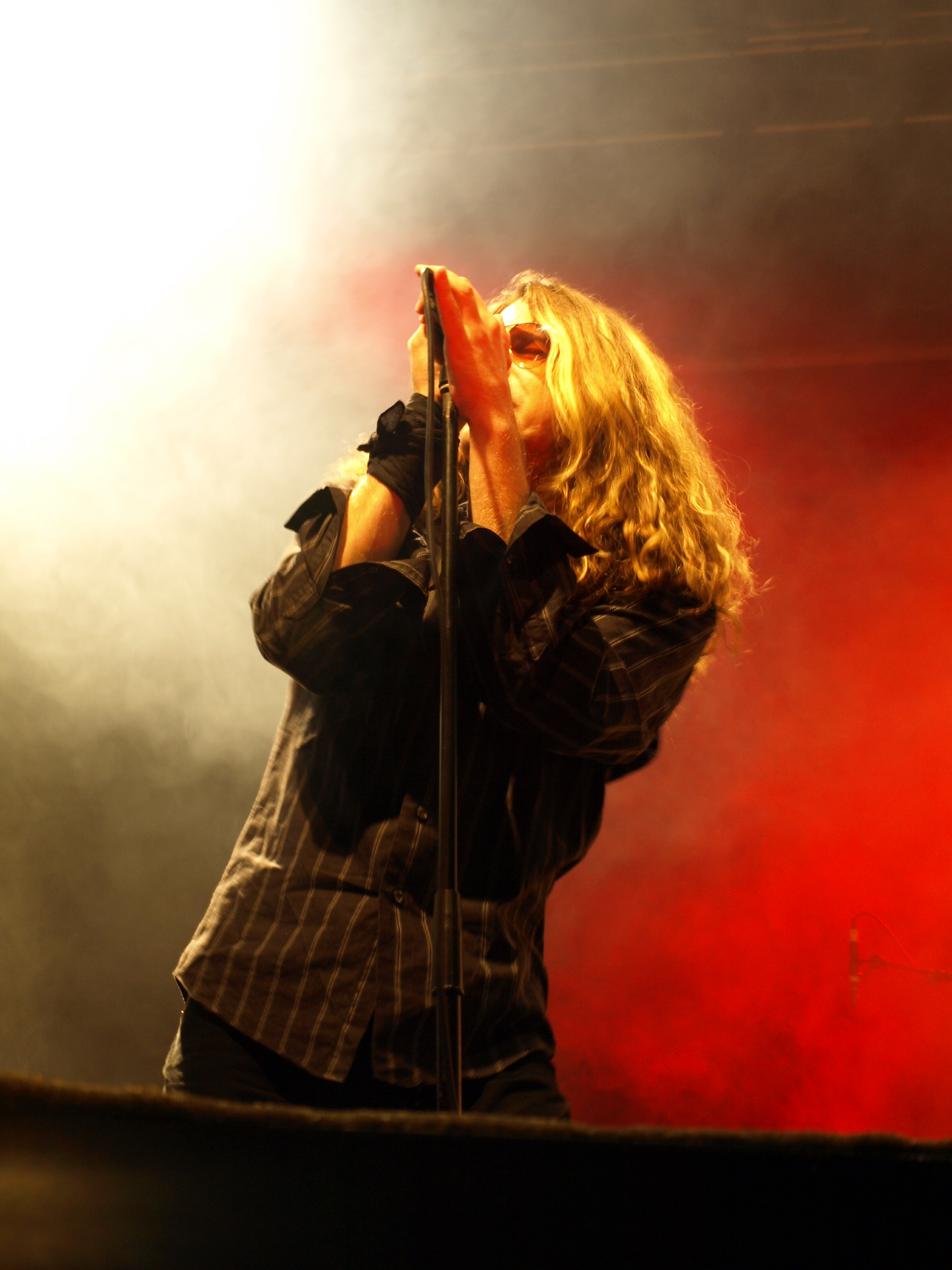
Kory Clarke

Trouble se destaca en la escena del heavy metal por ser una de las primeras bandas en desarrollar y perfeccionar en los 80s el doom metal que se abrió camino con Black Sabbath en la década pasada, son también una de las primeras bandas de metal de la historia en implementar temáticas cristianas en su música, por lo que en un principio fueron denominados white metal, éste enfoque, mezclado con líricas de desesperación y caos fue predominante hasta 1990 con su cuarto disco Trouble, a partir de entonces la banda se inclinó más por las letras relacionadas con la miseria, la psicodélia y la sociedad. Además de ello la banda ha incluido estilos psicodélicos provenientes de la década de los 70, tanto musical como estéticamente, formando en conjunto con el doom metal un estilo único en ellos de stoner metal, con pasajes muy dinámicos provenientes de las guitarras gemelas de Rick Wartell y Bruce Franklin, hasta la fecha los únicos miembros originales aún permanentes en la agrupación, su estilo también incluye turnarse los solos de guitarra de la misma manera que ocurre en grupos como Wishbone Ash y Judas Priest, quienes también forman parte de sus influencias musicales.

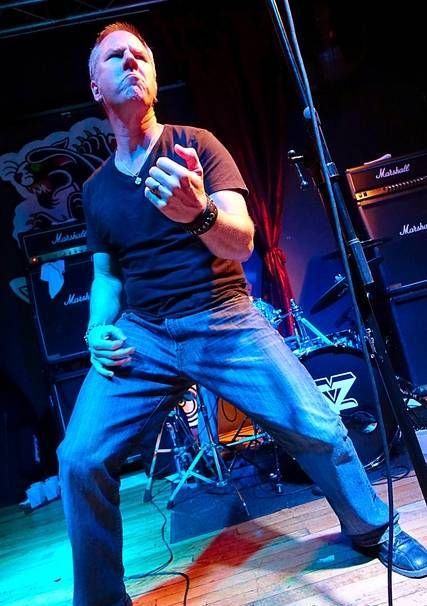
Kyle Thomas

Trouble no solamente hace parte de una importante lista de bandas influyentes para el doom metal y sus derivados, artistas como Dave Grohl y grupos como Pantera y Metallica han expresado su respeto por la agrupación, destacan hechos como la participación del legendario baterista de Black Sabbath Bill Ward en el video musical "Run to the Light", la invitación de Eric Wagner al proyecto musical Probot, o la ocasión en que James Hetfield y Kirk Hammett asistieron a una presentación de la banda con el objetivo de descubrir cómo afinaban sus equipos y obtenían su sonido denso y pesado, no es raro ver a James vistiendo camisetas y estampando logos de la banda en su propio chaleco de parches, mostrando su admiración por la banda de Chicago.

## Integrantes
Actuales
- Rick Wartell - guitarrista (1979-presente)
- Bruce Franklin - guitarrista (1979-presente)
- Kyle Thomas - vocalista (1997-2000, 2012-presente)
- Marko Lira - baterista (2008-presente)
- Rob Hultz - bajista (2013-presente)

Antiguos
- Eric Wagner – vocalista (1979–1997, 2000–2008, fallecido en 2021)
- Ian Brown – bajista (1979–1983)
- Jeff "Oly" Olson – baterista, telcado, horns (1979–1986, 1993–2008)
- Sean McAllister – bajista (1983–1986)
- Ron Holzner – bajista (1986–2002)
- Dennis Lesh – baterista (1986–1987)
- Ted Kirkpatrick – baterista (1987–1989)
- Barry Stern – baterista (1989–1993; died 2005)
- Chuck Robinson – bajista (2002–2009)
- Kory Clarke – vocalista (2008–2012)
- Shane Pasqualla – bajista (2009–2013)

Timeline

## Discografía

### Álbumes de estudio
| Year of Release | Title                 | Label         |
| 1984            | Psalm 9               | Metal Blade   |
| 1985            | The Skull             | Metal Blade   |
| 1987            | Run to the Light      | Metal Blade   |
| 1990            | Trouble               | Def American  |
| 1992            | Manic Frustration     | Def American  |
| 1995            | Plastic Green Head    | Century Media |
| 2007            | Simple Mind Condition | Escapi Music  |
| 2013            | The Distortion Field  | FRW Records   |

### Compilaciones y material en vivo
- One for the Road (1994, demo de Plastic Green Head)
- Demos & Rarities 1980 - 95 (2005, compilación)

### DVD
- Live in Stockholm (2006)